# André Rivest
André Rivest (ur. 28 kwietnia 1942 w Repentigny) – kanadyjski duchowny katolicki, biskup Chicoutimi w latach 2004-2017.

## Życiorys
Święcenia kapłańskie otrzymał 14 maja 1966 i inkardynowany został do archidiecezji Montrealu. Po święceniach został wykładowcą jednej z uczelni montrealskich. W 1980 mianowany został rektorem seminarium, zaś od 1991 odpowiadał w diecezji za duszpasterstwo powołań.
27 czerwca 1995 otrzymał nominację na biskupa pomocniczego Montréalu ze stolicą tytularną Thubursicum. Sakry biskupiej udzielił mu 15 sierpnia 1995 kard. Jean-Claude Turcotte.
19 czerwca 2004 papież Jan Paweł II mianował go ordynariuszem Chicoutimi w metropolii Quebec.
18 listopada 2017 przeszedł na emeryturę.